# Albert Vannucci
Albert Vannucci, né le 9 août 1947 à Ajaccio (Corse-du-Sud) où il est mort le 6 avril 2025,, est un footballeur international français d'origine corse. Il joue au poste d'arrière droit.

## Biographie
Arrière latéral droit formé à l'AC Ajaccio, Albert Vanucci est révélé au FC Sochaux où il devient international : il joue deux matches amicaux avec les tricolores, les 23 mars et 27 avril 1974.
Il est alors recruté par l'Olympique de Marseille début juin 1974, mais il ne reste qu'une saison dans la cité phocéenne. Il joue à l'AS Monaco de 1975 à 1978. Le club de la Principauté, descendu en Division 2, remonte en 1977 et est champion de France en 1978.
Albert Vanucci retourne ensuite dans le club de ses débuts, l'AC Ajaccio. Puis, il joue au Gazélec Ajaccio, à Besançon avant de terminer sa carrière au Gazélec.
Plus tard, il entraînera ce club de mars à juin 2004.

## Palmarès
- International français en 1974 (2 sélections)
- Champion de France en 1978 avec l'AS Monaco
- Vice-champion de France en 1975 avec l'Olympique de Marseille
- Champion de France D2 en 1967 avec l'AC Ajaccio
- Vice-champion de France D2 en 1977 avec l'AS Monaco